# Bienville Parish
Das Bienville Parish (französisch Paroisse de Bienville) ist ein Parish im US-amerikanischen Bundesstaat Louisiana. 2020 hatte das Parish 12.981 Einwohner und eine Bevölkerungsdichte von 6,2 Einwohnern pro Quadratkilometer. Der Verwaltungssitz (Parish Seat) ist Arcadia.

## Geografie
Das Parish liegt im mittleren Nordwesten von Louisiana, ist im Norden etwa 40 km von Arkansas und im Westen etwa 70 km von Texas entfernt. Es hat eine Fläche von 2128 Quadratkilometern, wovon 29 Quadratkilometer Wasserfläche sind. An das Bienville Parish grenzen folgende Nachbarparishes:
| Webster Parish   | Claiborne Parish    | Lincoln Parish |
| Bossier Parish   | Kompass             | Jackson Parish |
| Red River Parish | Natchitoches Parish | Winn Parish    |

## Geschichte

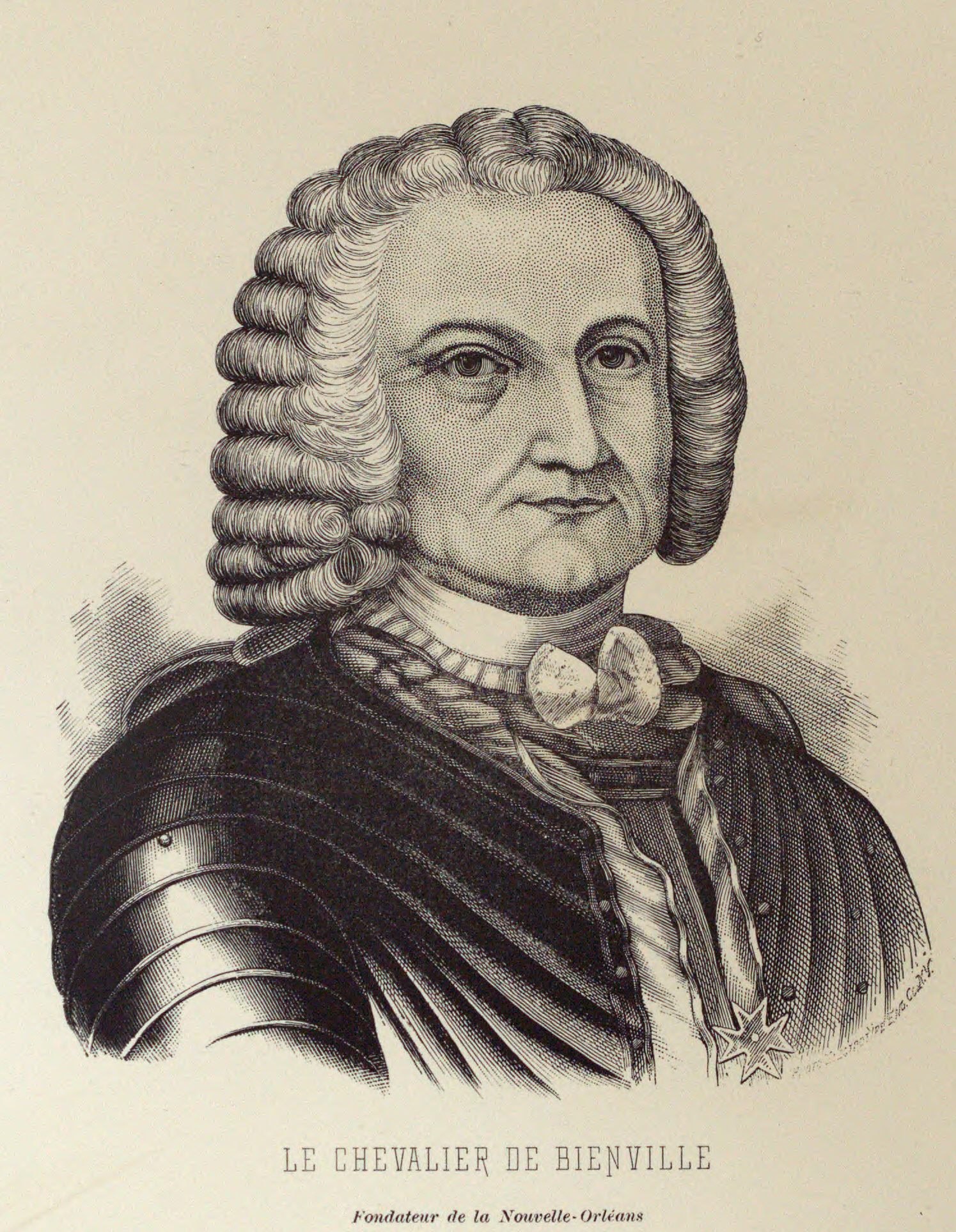
Jean-Baptiste Le Moyne de Bienville

Das Bienville Parish wurde am 14. März 1848 aus Teilen des Claiborne Parish gebildet. Benannt wurde es nach Jean-Baptiste Le Moyne de Bienville (1680–1767), einem früheren Gouverneur des damals französischen Louisiana.
Des Weiteren ist das Parish durch die Erschießung des Gaunerpaares Bonnie Parker und Clyde Barrow durch die Polizei im Jahre 1934 bekannt.

## Demografische Daten
Nach der Volkszählung im Jahr 2010 lebten im Bienville Parish 14.353 Menschen in 5571 Haushalten. Die Bevölkerungsdichte betrug 6,8 Einwohner pro Quadratkilometer. In den 5571 Haushalten lebten statistisch je 2,54 Personen.
Ethnisch betrachtet setzte sich die Bevölkerung zusammen aus 56,0 Prozent Weißen, 42,0 Prozent Afroamerikanern, 0,4 Prozent amerikanischen Ureinwohnern, 0,3 Prozent Asiaten sowie aus anderen ethnischen Gruppen; 1,4 Prozent stammten von zwei oder mehr Ethnien ab. Unabhängig von der ethnischen Zugehörigkeit waren 1,7 Prozent der Bevölkerung spanischer oder lateinamerikanischer Abstammung.
23,0 Prozent der Bevölkerung waren unter 18 Jahre alt, 58,4 Prozent waren zwischen 18 und 64 und 18,6 Prozent waren 65 Jahre oder älter. 51,8 Prozent der Bevölkerung war weiblich.
Das jährliche Durchschnittseinkommen eines Haushalts lag bei 30.594 USD. Das Pro-Kopf-Einkommen betrug 18.691 USD. 26,4 Prozent der Einwohner lebten unterhalb der Armutsgrenze.

## Ortschaften im Bienville Parish

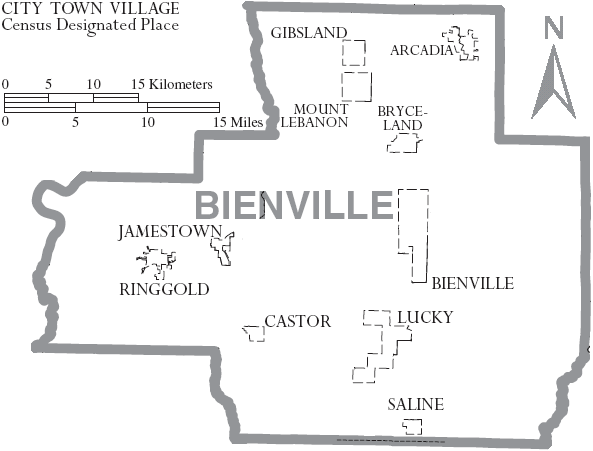
Ortschaften im Bienville Parish

Towns
- Arcadia
- Gibsland
- Mount Lebanon
- Ringgold

Villages
| - Bienville - Bryceland - Castor | - Jamestown - Lucky - Saline |

Unincorporated Communities
| - Ada - Alberta - Bear Creek - Blume - Brown - Burkplace - Crowson | - Danville - English - Fords - Friendship - Fryeburg - Guynes - Lawhon | - Liberty Hill - Mount Olive - New Friendship - Phillips - Pleasant Hill - Pratt - Roy | - Sailes - Sparta - Taylor - Tullis - Walsh - Woodardville |

## Gliederung

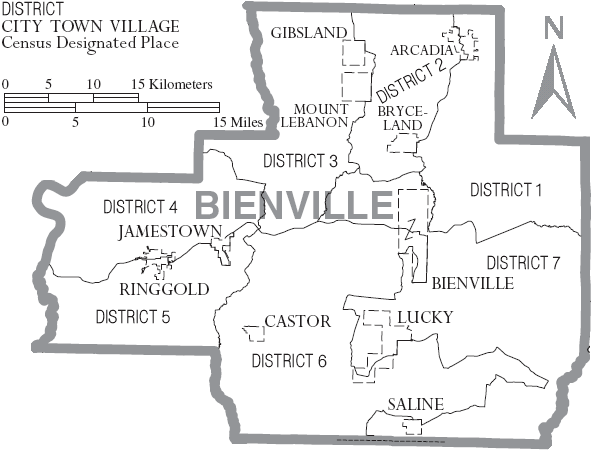
Gliederung des Bienville Parish

Das Bienville Parish ist in sieben durchnummerierte Distrikte eingeteilt:
| Distrikt | Einwohner (2010) | FIPS     |
| -------- | ---------------- | -------- |
| 1        | 2036             | 22-94018 |
| 2        | 2119             | 22-94216 |
| 3        | 1820             | 22-94396 |
| 4        | 2077             | 22-94579 |
| 5        | 2134             | 22-94777 |
| 6        | 2341             | 22-94945 |
| 7        | 1826             | 22-95104 |